# Edoardo di Sassonia-Weimar-Eisenach
Edoardo di Sassonia-Weimar-Eisenach (Londra, 11 ottobre 1823 – Londra, 16 novembre 1902) è stato un militare tedesco naturalizzato inglese.

## Biografia
Edoardo era figlio del principe Bernardo di Sassonia-Weimar-Eisenach e della principessa Ida di Sassonia-Meiningen, nacque a Bushy House, nella casa della sorella di sua madre Adelaide e di suo marito, il futuro re Guglielmo IV del Regno Unito.
La carriera militare di Edoardo iniziò nel 1841 quando aderì al 67th (South Hampshire) Regiment of Foot come alfiere.
Il 27 novembre 1851 sposò, morganaticamente, lady Augusta Katherine Gordon-Lennox, (figlia di Charles Lennox, V duca di Richmond), che venne creata Contessa di Dornburg dal Granduca di Sassonia-Weimar il giorno prima del loro matrimonio. Una circolare di corte inglese mostra che la nobildonna era nota in Inghilterra con quel titolo sino al 1886, mentre successivamente adottò quello del marito.
I suoi legami con la famiglia reale ad ogni modo gli concessero di avanzare notevolmente nella carriera dell'esercito raggiungendo il 20 giugno 1854 il rango di Maggiore delle Grenadier Guards. Egli prestò servizio nella Guerra di Crimea e combatté la Battaglia di Alma, nell'Assedio di Sebastopoli, nella Battaglia di Balaclava e nella Battaglia di Inkerman. Egli venne promosso Tenente Colonnello "per distinto servizio sul campo" durante la guerra.
Edoardo ricevette il rango di colonnello delle Grenadier Guards il 5 ottobre 1855. Nel 1870 venne nominato Maggiore Generale nonché General Officer Commanding dell'Home District e nel 1878 divenne General Officer Commanding del Southern District. Nel 1885 fu Comandante in capo per l'Irlanda e quindi membro del Consiglio Privato della Regina per l'Irlanda. Nel 1897 venne nominato feldmaresciallo.
Edoardo morì nel 1902 al Portland Place di Londra. Venne sepolto nella Cattedrale di Chichester, nella cripta della famiglia di sua moglie, quella dei duchi di Richmond e Lennox.

## Ascendenza
|                                           |                                      |                                                | Genitori                                 |  |  | Nonni |  |  | Bisnonni                                       |  |  | Trisnonni                            |  |
|                                           |                                      |                                                |                                          |  |  |       |  |  | Ernesto Augusto II di Sassonia-Weimar-Eisenach |  |  | Ernesto Augusto I di Sassonia-Weimar |  |
|                                           |                                      |                                                |                                          |  |  |       |  |  | Ernesto Augusto II di Sassonia-Weimar-Eisenach |  |  | Ernesto Augusto I di Sassonia-Weimar |  |
|                                           |                                      | Sofia Carlotta di Brandeburgo-Bayreuth         |                                          |  |  |       |  |  | Ernesto Augusto II di Sassonia-Weimar-Eisenach |  |  |                                      |  |
| Carlo Augusto di Sassonia-Weimar-Eisenach |                                      |                                                |                                          |  |  |       |  |  | Ernesto Augusto II di Sassonia-Weimar-Eisenach |  |  |                                      |  |
|                                           |                                      | Anna Amalia di Brunswick-Wolfenbüttel          | Carlo I di Brunswick-Wolfenbüttel        |  |  |       |  |  |                                                |  |  |                                      |  |
|                                           |                                      | Anna Amalia di Brunswick-Wolfenbüttel          | Carlo I di Brunswick-Wolfenbüttel        |  |  |       |  |  |                                                |  |  |                                      |  |
|                                           |                                      | Anna Amalia di Brunswick-Wolfenbüttel          | Filippina Carlotta di Prussia            |  |  |       |  |  |                                                |  |  |                                      |  |
| Bernardo di Sassonia-Weimar-Eisenach      |                                      | Anna Amalia di Brunswick-Wolfenbüttel          |                                          |  |  |       |  |  |                                                |  |  |                                      |  |
|                                           |                                      | Luigi IX d'Assia-Darmstadt                     | Luigi VIII d'Assia-Darmstadt             |  |  |       |  |  |                                                |  |  |                                      |  |
|                                           |                                      | Luigi IX d'Assia-Darmstadt                     | Luigi VIII d'Assia-Darmstadt             |  |  |       |  |  |                                                |  |  |                                      |  |
|                                           |                                      | Luigi IX d'Assia-Darmstadt                     | Carlotta di Hanau-Lichtenberg            |  |  |       |  |  |                                                |  |  |                                      |  |
| Luisa Augusta d'Assia-Darmstadt           |                                      | Luigi IX d'Assia-Darmstadt                     |                                          |  |  |       |  |  |                                                |  |  |                                      |  |
|                                           |                                      | Carolina del Palatinato-Zweibrücken-Birkenfeld | Cristiano III del Palatinato-Zweibrücken |  |  |       |  |  |                                                |  |  |                                      |  |
|                                           |                                      | Carolina del Palatinato-Zweibrücken-Birkenfeld | Cristiano III del Palatinato-Zweibrücken |  |  |       |  |  |                                                |  |  |                                      |  |
|                                           |                                      | Carolina del Palatinato-Zweibrücken-Birkenfeld | Carolina di Nassau-Saarbrücken           |  |  |       |  |  |                                                |  |  |                                      |  |
| Edoardo di Sassonia-Weimar-Eisenach       |                                      | Carolina del Palatinato-Zweibrücken-Birkenfeld |                                          |  |  |       |  |  |                                                |  |  |                                      |  |
|                                           | Antonio Ulrico di Sassonia-Meiningen | Bernardo I di Sassonia-Meiningen               |                                          |  |  |       |  |  |                                                |  |  |                                      |  |
|                                           | Antonio Ulrico di Sassonia-Meiningen | Bernardo I di Sassonia-Meiningen               |                                          |  |  |       |  |  |                                                |  |  |                                      |  |
|                                           | Antonio Ulrico di Sassonia-Meiningen | Elisabetta Eleonora di Brunswick-Wolfenbüttel  |                                          |  |  |       |  |  |                                                |  |  |                                      |  |
| Giorgio I di Sassonia-Meiningen           | Antonio Ulrico di Sassonia-Meiningen |                                                |                                          |  |  |       |  |  |                                                |  |  |                                      |  |
|                                           |                                      | Carlotta Amalia d'Assia-Philippsthal           | Carlo I d'Assia-Philippsthal             |  |  |       |  |  |                                                |  |  |                                      |  |
|                                           |                                      | Carlotta Amalia d'Assia-Philippsthal           | Carlo I d'Assia-Philippsthal             |  |  |       |  |  |                                                |  |  |                                      |  |
|                                           |                                      | Carlotta Amalia d'Assia-Philippsthal           | Cristina di Sassonia-Eisenach            |  |  |       |  |  |                                                |  |  |                                      |  |
| Ida di Sassonia-Meiningen                 |                                      | Carlotta Amalia d'Assia-Philippsthal           |                                          |  |  |       |  |  |                                                |  |  |                                      |  |
|                                           |                                      | Cristiano Alberto di Hohenlohe-Langenburg      | Luigi di Hohenlohe-Langenburg            |  |  |       |  |  |                                                |  |  |                                      |  |
|                                           |                                      | Cristiano Alberto di Hohenlohe-Langenburg      | Luigi di Hohenlohe-Langenburg            |  |  |       |  |  |                                                |  |  |                                      |  |
|                                           |                                      | Cristiano Alberto di Hohenlohe-Langenburg      | Eleonora di Nassau-Saarbrücken           |  |  |       |  |  |                                                |  |  |                                      |  |
| Luisa Eleonora di Hohenlohe-Langenburg    |                                      | Cristiano Alberto di Hohenlohe-Langenburg      |                                          |  |  |       |  |  |                                                |  |  |                                      |  |
|                                           |                                      | Carolina di Stolberg-Gedern                    | Federico Carlo di Stolberg-Gedern        |  |  |       |  |  |                                                |  |  |                                      |  |
|                                           |                                      | Carolina di Stolberg-Gedern                    | Federico Carlo di Stolberg-Gedern        |  |  |       |  |  |                                                |  |  |                                      |  |
|                                           |                                      | Carolina di Stolberg-Gedern                    | Luisa di Nassau-Saarbrücken              |  |  |       |  |  |                                                |  |  |                                      |  |
|                                           |                                      | Carolina di Stolberg-Gedern                    |                                          |  |  |       |  |  |                                                |  |  |                                      |  |